# Lepidophyma lineri
Espèce
Synonymes
- Lepidophyma flavimaculatum lineri Smith, 1973

Statut de conservation UICN

 DD  : Données insuffisantes
Lepidophyma lineri est une espèce de sauriens de la famille des Xantusiidae.

## Répartition
Cette espèce est endémique de l'État d'Oaxaca au Mexique.

## Étymologie
Cette espèce est nommée en l'honneur d'Ernest A. Liner.

## Publication originale
- Smith, 1973 : A tentative rearrangement of the lizards of the genus Lepidophyma. Journal of Herpetology, vol. 7, n. 2, p. 109-123.